# 小行星1601
小行星1601（1601 Patry）是一颗围绕太阳公转的小行星。1942年5月18日，路易·博耶在阿尔及尔发现了此天体。
該小行星以法國天文學家安德烈·帕特里命名。
这颗小行星的绝对星等为196.28727等。